# Marzy
Marzy est une commune française située dans le département de la Nièvre, en région Bourgogne-Franche-Comté. Marzy fait actuellement partie de la communauté d'agglomération de Nevers.
En 2020, Marzy est la neuvième commune la plus peuplée de la Nièvre derrière Coulanges-lès-Nevers et devant Clamecy (Nièvre).

## Géographie

### Présentation
Située sur la voie romaine allant de Lutèce à Decize, la commune de Marzy est un ancien village de vignerons. Les vignes ont depuis disparu. Aujourd'hui, c'est un atout paysager dû au plateau vallonné dominant le Bec d'Allier. La commune se caractérise désormais par son habitat résidentiel.

### Communes limitrophes
Les communes limitrophes sont  Challuy, Cours-les-Barres, Cuffy, Fourchambault, Gimouille, Nevers et Varennes-Vauzelles.

### Villages, hameaux, lieux-dits, écarts
En plus du bourg, la commune de Marzy compte de nombreux hameaux : Busserolles, Corcelles, la Côte, la Folie, les Indrins, Marcé, les Mourez, Saint-Baudière, Tazière, le Village Dufaud.

### Hydrographie
- l'Allier ;
- la Loire ;
- le ruisseau du Riot ;
- le ruisseau du Pont Corbet.

### Climat
Pour des articles plus généraux, voir Climat de la Bourgogne-Franche-Comté et Climat de la Nièvre.
En 2010, le climat de la commune est de type climat océanique dégradé des plaines du Centre et du Nord, selon une étude du Centre national de la recherche scientifique s'appuyant sur une série de données couvrant la période 1971-2000. En 2020, Météo-France publie une typologie des climats de la France métropolitaine dans laquelle la commune est exposée à un climat océanique altéré et est dans la région climatique  Centre et contreforts nord du Massif Central, caractérisée par un air sec en été et un bon ensoleillement. 
Pour la période 1971-2000, la température annuelle moyenne est de 11,1 °C, avec une amplitude thermique annuelle de 15,9 °C. Le cumul annuel moyen de précipitations est de 830 mm, avec 11,8 jours de précipitations en janvier et 8 jours en juillet. Pour la période 1991-2020, la température moyenne annuelle observée sur la station météorologique installée sur la commune est de 11,4 °C et le cumul annuel moyen de précipitations est de 783,5 mm. 
La température maximale relevée sur cette station est de 39,4 °C, atteinte le 31 juillet 2020 ; la température minimale est de −25 °C, atteinte le 9 janvier 1985,,. 
| Mois                                  | jan.           | fév.             | mars            | avril         | mai             | juin           | jui.           | août           | sep.            | oct.            | nov.             | déc.             | année     |
| ------------------------------------- | -------------- | ---------------- | --------------- | ------------- | --------------- | -------------- | -------------- | -------------- | --------------- | --------------- | ---------------- | ---------------- | --------- |
| Température minimale moyenne (°C)     | 0,6            | 0,2              | 2               | 4,2           | 8               | 11,4           | 13,1           | 12,7           | 9,1             | 7,1             | 3,4              | 1,2              | 6,1       |
| Température moyenne (°C)              | 3,9            | 4,5              | 7,6             | 10,3          | 14              | 17,6           | 19,6           | 19,4           | 15,5            | 12,1            | 7,3              | 4,5              | 11,4      |
| Température maximale moyenne (°C)     | 7,3            | 8,8              | 13,2            | 16,4          | 20,1            | 23,8           | 26             | 26,1           | 21,9            | 17,1            | 11,1             | 7,8              | 16,6      |
| Record de froid (°C) date du record   | −25 09.01.1985 | −21,8 15.02.1956 | −13,8 01.03.05  | −7,5 09.04.03 | −4,8 07.05.1957 | 0,2 05.06.1991 | 3,4 08.07.1954 | 0,3 31.08.1986 | −1,2 20.09.1962 | −8,9 30.10.1955 | −12,3 23.11.1993 | −16,8 20.12.1946 | −25 1985  |
| Record de chaleur (°C) date du record | 17,4 01.01.23  | 23,5 28.02.1960  | 26,7 25.03.1955 | 30 16.04.1949 | 31,6 28.05.17   | 39 27.06.19    | 39,4 31.07.20  | 39,2 11.08.03  | 35,4 10.09.23   | 31,5 13.10.23   | 23,5 07.11.15    | 19,5 16.12.1989  | 39,4 2020 |
| Ensoleillement (h)                    | 634            | 913              | 1 541           | 1 809         | 2 053           | 2 255          | 2 453          | 2 355          | 1 892           | 1 229           | 716              | 589              | 18 439    |
| Précipitations (mm)                   | 63             | 55,2             | 52,6            | 68,8          | 73,2            | 61,8           | 58,1           | 61,7           | 63,5            | 74,4            | 75,4             | 75,8             | 783,5     |

| Diagramme climatique                                  |            |           |             |           |              |            |              |             |             |             |            |
| J                                                     | F          | M         | A           | M         | J            | J          | A            | S           | O           | N           | D          |
| 7,30,663                                              | 8,80,255,2 | 13,2252,6 | 16,44,268,8 | 20,1873,2 | 23,811,461,8 | 2613,158,1 | 26,112,761,7 | 21,99,163,5 | 17,17,174,4 | 11,13,475,4 | 7,81,275,8 |
| Moyennes : • Temp. maxi et mini °C • Précipitation mm |            |           |             |           |              |            |              |             |             |             |            |

Les paramètres climatiques de la commune ont été estimés pour le milieu du siècle (2041-2070) selon différents scénarios d'émission de gaz à effet de serre à partir des nouvelles projections climatiques de référence DRIAS-2020. Ils sont consultables sur un site dédié publié par Météo-France en novembre 2022.

## Urbanisme

### Typologie
Au 1er janvier 2024, Marzy est catégorisée ceinture urbaine, selon la nouvelle grille communale de densité à sept niveaux définie par l'Insee en 2022.
Elle appartient à l'unité urbaine de Marzy, une unité urbaine monocommunale constituant une ville isolée,. Par ailleurs la commune fait partie de l'aire d'attraction de Nevers, dont elle est une commune de la couronne,. Cette aire, qui regroupe 93 communes, est catégorisée dans les aires de 50 000 à moins de 200 000 habitants,.

### Occupation des sols
L'occupation des sols de la commune, telle qu'elle ressort de la base de données européenne d’occupation biophysique des sols Corine Land Cover (CLC), est marquée par l'importance des territoires agricoles (71,5 % en 2018), en diminution par rapport à 1990 (79,1 %). La répartition détaillée en 2018 est la suivante : prairies (38,7 %), zones agricoles hétérogènes (29,2 %), zones urbanisées (13,6 %), eaux continentales (8,1 %), forêts (4,1 %), terres arables (3,7 %), zones industrielles ou commerciales et réseaux de communication (2,7 %). L'évolution de l’occupation des sols de la commune et de ses infrastructures peut être observée sur les différentes représentations cartographiques du territoire : la carte de Cassini (XVIIIe siècle), la carte d'état-major (1820-1866) et les cartes ou photos aériennes de l'IGN pour la période actuelle (1950 à aujourd'hui).

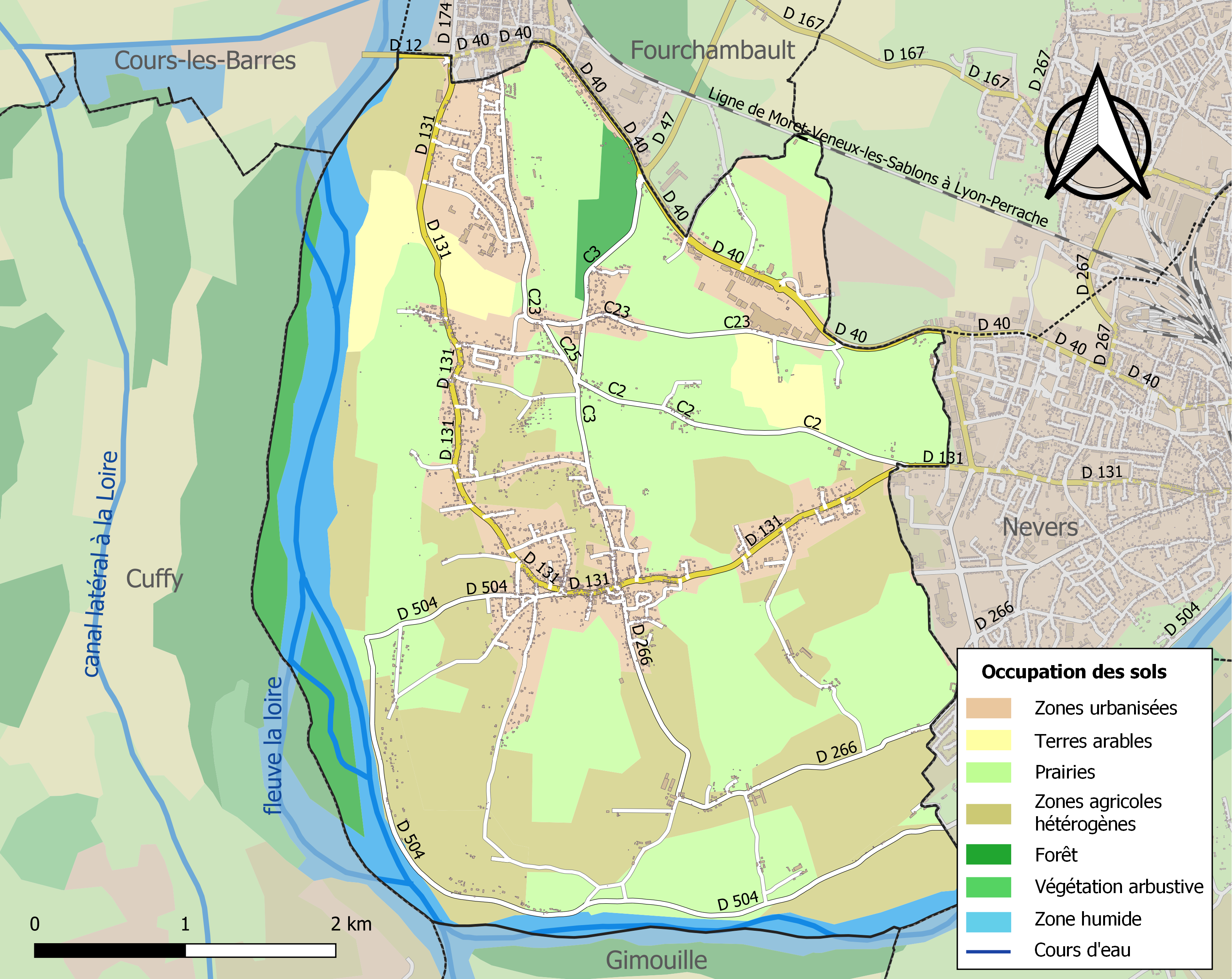
Carte des infrastructures et de l'occupation des sols de la commune en 2018 (CLC).

## Toponymie
Le village est cité en 887 dans la Gallia Christiana sous la forme « ecclessia de Marsiaco ». Un titre de la collection Soultrait donne « Marzeium » en 1180. Le registre de l'évêché de Nevers porte « Marciacum » en 1287, « Marciacum Magnum » en 1289, et enfin un titre analysé par l'abbé de Marolles donne, en 1638, « Marzy-les-Nevers ».

## Histoire

### Antiquité
Soultrait, dans son répertoire archéologique du département de la Nièvre, note la présence d'une voie romaine sur la commune ainsi que de plusieurs débris antiques, de tuiles à rebords et d'un tombeau romain. Il ne donne cependant pas la localisation de ces différents objets.

### Moyen Âge
La terre de Marzy appartient à Jérôme, évêque de Nevers vers 795 - 815. C'est le chapitre cathédrale qui gère la paroisse ainsi que la construction de son église au XIIe siècle ; c'est à cette même époque que sont édifiées les actuelles chapelles de Saint-Martin et Saint-Baudière. À partir du XIIIe siècle, l'évêque et le chapitre ne possèdent plus la seigneurie de Marzy, des familles la tiennent du comte de Nevers. Cependant (et ce jusqu'à la Révolution), le chanoine trésorier va continuer de nommer le curé de la paroisse.
C'est dans cette paroisse que naît ( verbe naître )e prélat Robert de Marzy qui occupe le siège épiscopal entre 1260 et 1273.
Plusieurs érudits locaux avancent la présence d'une maison forte ou d'un château à Marzy à l'époque médiévale, si cette construction existe bien (mention d'un château à "Mesnil" dans la paroisse de Marzy en 1340 et d'une motte avec des fossés en 1395), son emplacement est difficile à situer Alfred Massé parle d'un château à Saint-Baudière non loin de la chapelle). Une maison avec des fossés est bien mentionnée en 1683 au lieu-dit "La Chaume des Drus" mais il peut s'agir d'un autre édifice ou bien d'une construction récente.
Le vignoble de Marzy se révèle dès le XIVe siècle par de nombreux documents : la plus ancienne mention remonte à l'année 1342 et le plus ancien écrit date de 1360 (il est conservé aux Archives départementales de la Nièvre).

### Époque contemporaine
Populaire, prospère et présent sur la commune depuis le Moyen Âge, le vignoble de Marzy est en grande partie décimé par le phylloxera, une maladie qui  contraint les paysans à arrêter la culture, au cours des années 1880.

## Politique et administration

### Liste des maires
| Période                                  | Période   | Identité              | Étiquette | Qualité                        |
| ---------------------------------------- | --------- | --------------------- | --------- | ------------------------------ |
| 3 mars 1790                              |           | Antoine Gaulon        |           | Curé                           |
| 1832                                     |           | Jean-Georges Dufaud   |           | Maître de forges               |
|                                          |           |                       |           |                                |
| 1945                                     | 1946      | Roger Merland         |           |                                |
| 1946                                     | 1947      | Lucien Morier         |           |                                |
| 1947                                     | 1949      | René Richer           |           |                                |
| 1949                                     | mai 1953  | Rémi Tupinier         |           |                                |
| mai 1953                                 | mars 1971 | Lucien Morier         |           |                                |
| mars 1971                                | mars 1977 | André Thibaudat       |           |                                |
| mars 1977                                | mars 1989 | André Barbier         |           |                                |
| mars 1989                                | En cours  | Louis-François Martin | DVG       | Professeur de collège retraité |
| Les données manquantes sont à compléter. |           |                       |           |                                |

## Démographie
L'évolution du nombre d'habitants est connue à travers les recensements de la population effectués dans la commune depuis 1793. Pour les communes de moins de 10 000 habitants, une enquête de recensement portant sur toute la population est réalisée tous les cinq ans, les populations de référence des années intermédiaires étant quant à elles estimées par interpolation ou extrapolation. Pour la commune, le premier recensement exhaustif entrant dans le cadre du nouveau dispositif a été réalisé en 2006.

En 2022, la commune comptait 3 650 habitants, en évolution de −0,44 % par rapport à 2016 (Nièvre : −3,28 %, France hors Mayotte : +2,11 %).
| 1793 | 1800 | 1806 | 1821 | 1831  | 1836  | 1841  | 1846  | 1851  |
| ---- | ---- | ---- | ---- | ----- | ----- | ----- | ----- | ----- |
| 840  | 861  | 868  | 781  | 1 042 | 1 192 | 1 227 | 1 357 | 1 353 |

| 1856  | 1861  | 1866  | 1872  | 1876  | 1881  | 1886  | 1891  | 1896  |
| ----- | ----- | ----- | ----- | ----- | ----- | ----- | ----- | ----- |
| 1 242 | 1 280 | 1 325 | 1 330 | 1 309 | 1 298 | 1 297 | 1 228 | 1 264 |

| 1901  | 1906  | 1911  | 1921  | 1926  | 1931  | 1936  | 1946  | 1954  |
| ----- | ----- | ----- | ----- | ----- | ----- | ----- | ----- | ----- |
| 1 262 | 1 201 | 1 194 | 1 158 | 1 194 | 1 194 | 1 130 | 1 312 | 1 391 |

| 1962  | 1968  | 1975  | 1982  | 1990  | 1999  | 2006  | 2011  | 2016  |
| ----- | ----- | ----- | ----- | ----- | ----- | ----- | ----- | ----- |
| 1 401 | 1 381 | 2 199 | 2 621 | 3 032 | 3 051 | 3 394 | 3 621 | 3 666 |

| 2021  | 2022  | - | - | - | - | - | - | - |
| ----- | ----- | - | - | - | - | - | - | - |
| 3 675 | 3 650 | - | - | - | - | - | - | - |

## Culture locale et patrimoine

### Lieux et monuments

#### Édifices religieux

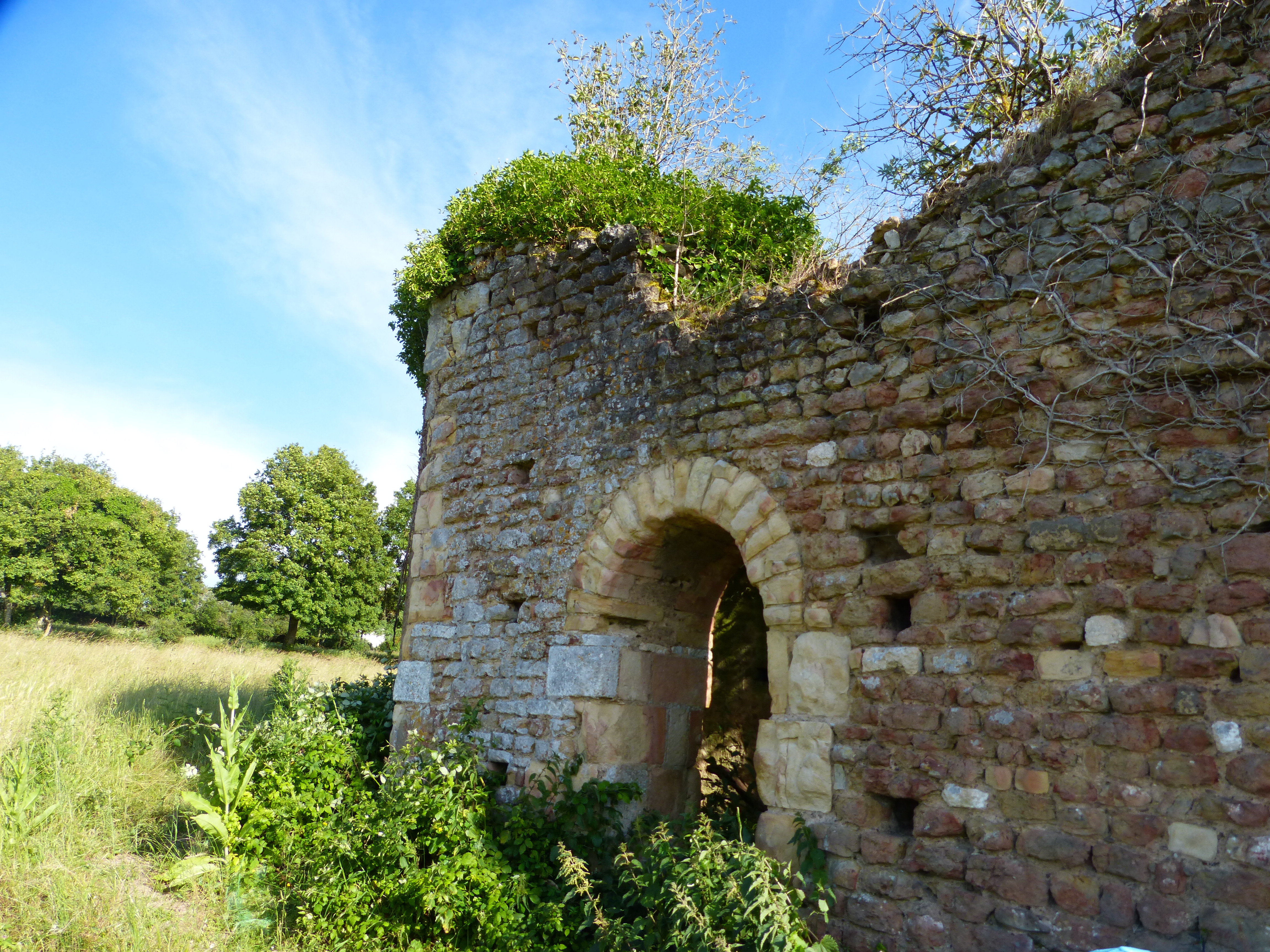
Chapelle Saint-Martin.
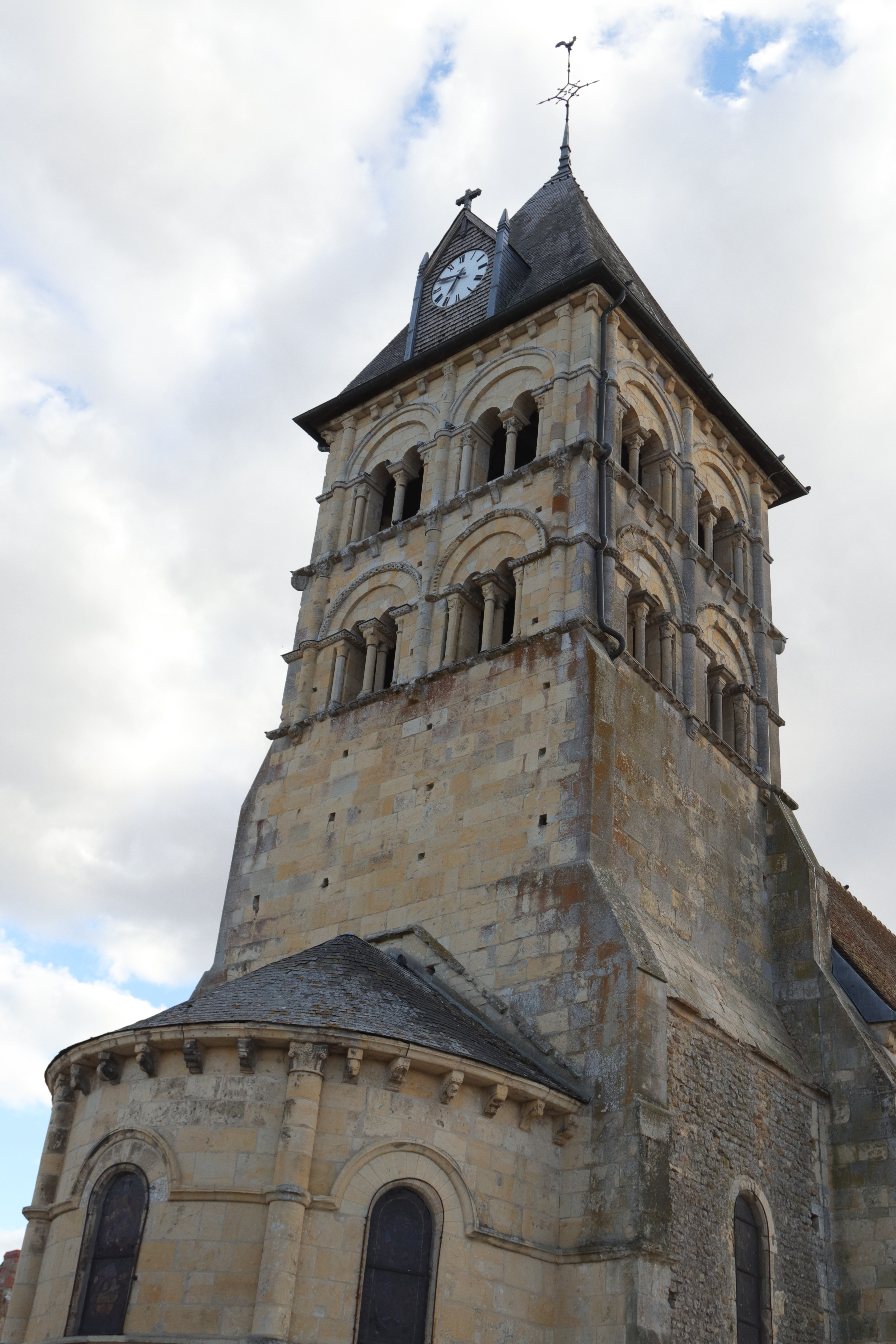
Clocher de l'église.
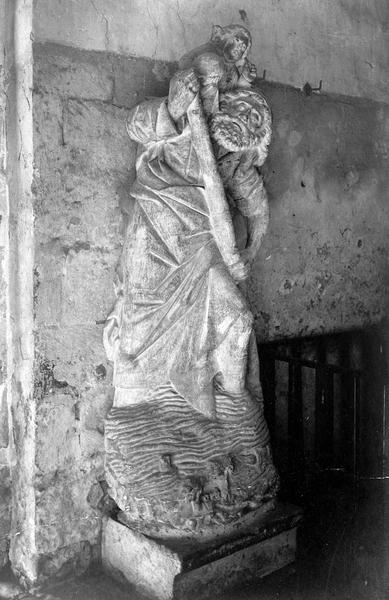
Statue de saint Christophe.

- L'église Saint-André : église romane remarquable pour son chevet et sa tour du XIIe siècle ; ouverte tous les jours[18] : 
  - Saint-Christophe en pierre calcaire du XVe siècle[19] ;
  - Poutre de gloire et christ du XVIe siècle[20] ;
  - Exemple rare d'une chaire à prêcher et d'un banc d'œuvre gothique flamboyant XVIe siècle[21],[22] ;
  - Saint Roch, l'ange et le chien, statue en pierre peinte du XVIe siècle,  Classé MH (1922)[23] ;
- La chapelle Saint-Baudière : chœur d'une ancienne église romane de la fin du XIe siècle dédié à saint Baudière, ermite retiré en ce lieu. Cette chapelle appartenait à un ensemble plus vaste, peut être une maladrerie. Ne se visite pas, beau panorama[18] ;
- La chapelle Saint-Martin : petit édifice roman en ruine situé dans un champ et dominant le Val de Loire. Fréquentée par les mariniers et détruite en partie pendant la Guerre de Cent Ans et en 1617, une petite source dédiée à sainte Agathe coule non loin de cette chapelle.

#### Édifices civils

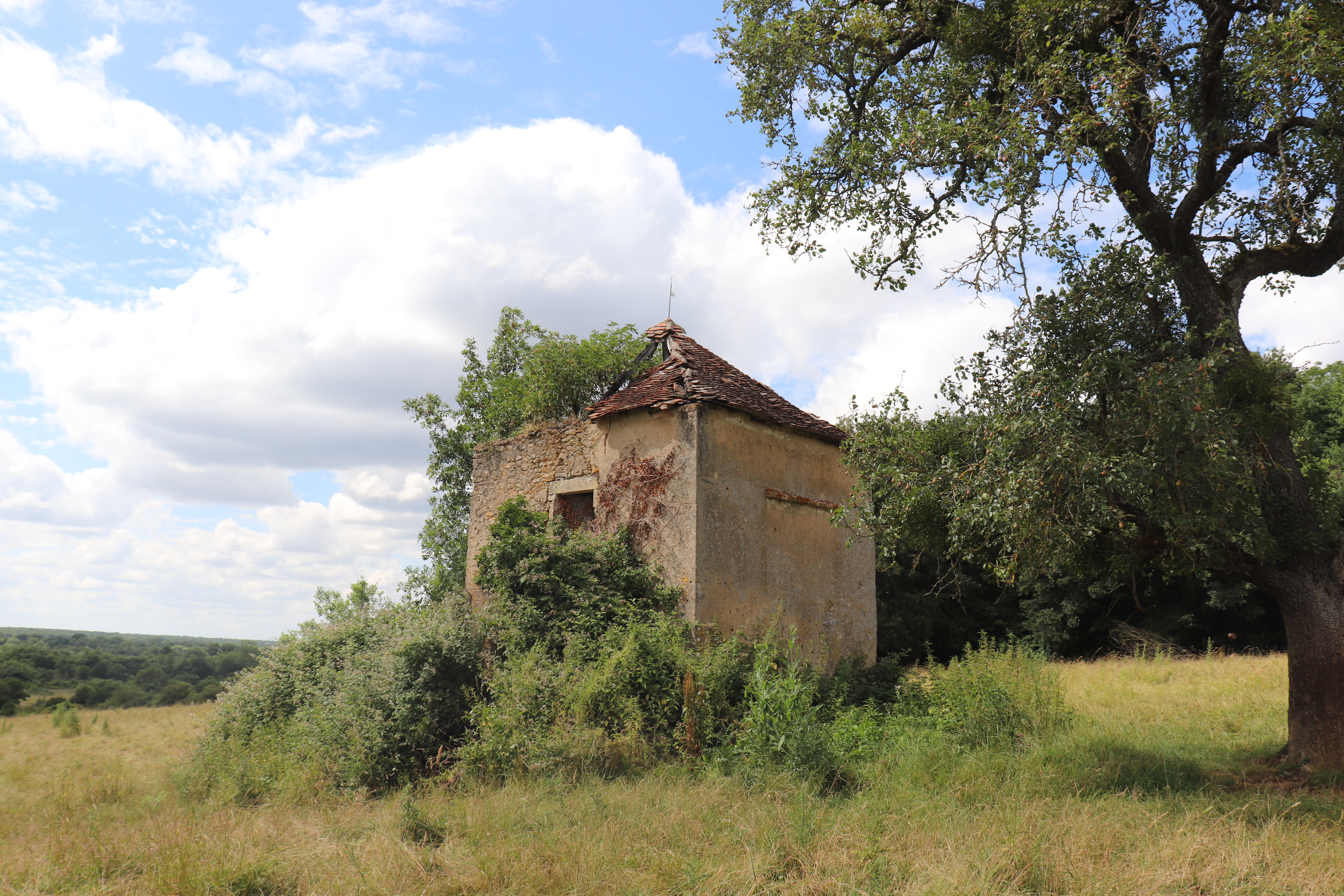
Loge de vigneron.

- Lavoirs : celui du bourg est situé dans la rue du Riot, il est construit en 1847 ; une pietà du XVe siècle surveille la construction depuis une maison voisine. Le second lavoir est situé dans le hameau de Tazière, il date également du XIXe siècle.
- Loges de vigneron : plusieurs vestiges de ces habitats du XIXe siècle sont encore visibles sur le territoire communal. Leurs particularités architectural sont souvent similaires mais elles sont difficiles à déceler tant leur état est variable (plusieurs sont ruinées ou gagnées par la végétation).
- Musée Gautron du Coudray : fondé en 1938 par Victor Gautron du Coudray, il propose une découverte de la vie quotidienne et du folklore au tournant du XIXe siècle. Riche en collections (faune et flore, beaux-arts et historique) ce musée présente annuellement trois expositions temporaires au cœur de l’ancien presbytère ; ouvert de 14h30 à 17h30 tous les jours sauf le mardi.
- Sur le territoire de la commune se trouve l'aéroport de Nevers-Fourchambault, géré par la chambre de commerce et d'industrie de la Nièvre.

#### Nature

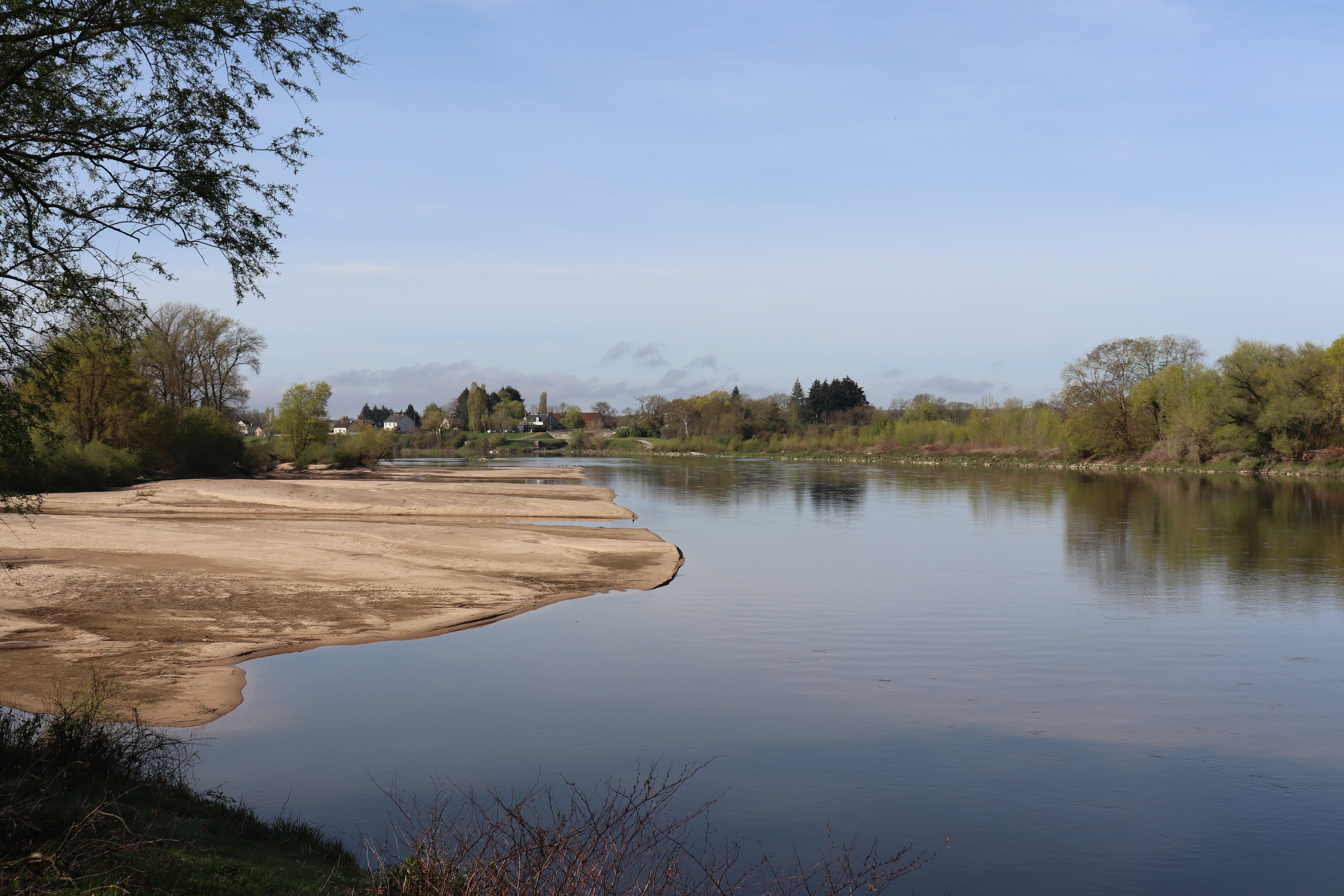
Val de Loire Marzyat.

- Le Bec d'Allier : Qualifié de « Haut Lieu de Bourgogne », ce promontoire domine le légendaire confluent de la Loire et de l’Allier.

### Personnalités liées à la commune
- Robert de Marzy (mort en 1273), évêque de Nevers de 1260 à 1273 ;
- Victor Gautron du Coudray (1868-1958), poète, historien, peintre et géologue ;
- Jean-Georges Dufaud (1777-1852), industriel et homme d'affaires ;
- Émilie Mathieu (1818-1904), femme de lettres et compositrice, propriétaire du château du Monceau ;
- Perrine Goulet (1978), femme politique, élue députée de la Nièvre en 2017, installée à Marzy[24].

### Héraldique
| Blason de Marzy | Blason  | D'or à une grappe de raisin tigée et feuillée au naturel ; à la champagne d'azur chargée de six vaguelettes d'argent. |
| Blason de Marzy | Détails | Le statut officiel du blason reste à déterminer.                                                                      |